# Anonymus

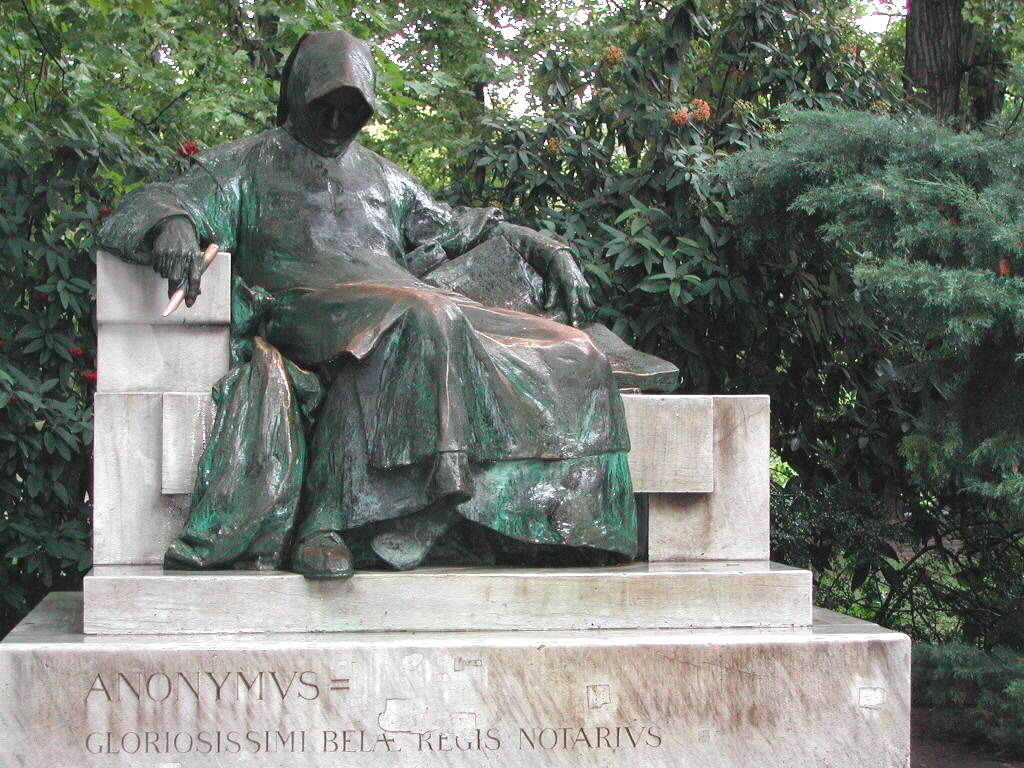
Pomnik w parku wokół zamku Vajdahunyad w Budapeszcie (Miklós Ligeti, 1903)

Anonymus, Bele regis notarius („notariusz króla Béli”) – kronikarz i notariusz króla Węgier, prawdopodobnie Béli III, autor Gesta Hungarorum. W literaturze polskiej określany jako „Anonim Węgierski”.

## Życiorys
O życiu kronikarza niewiele wiadomo, jego imię zaczynało się na literę „P”, on sam podpisywał się „P. dictus magister”. Część historyków przypuszcza, że Anonymusem mógł być biskup Győr, Piotr. Wiadomo, że Anonymus pochodził z regionu górnej Cisy i miał powiązania z rodem Aba. Ze wstępu do kroniki można dowiedzieć się także, że studiował w Europie Zachodniej (prawdopodobnie w Paryżu).
Jego kronika Gesta Hungarorum powstała prawdopodobnie ok. 1200 roku. Ze znanych źródeł kronika Anonymusa najdokładniej opisuje dzieje przybycia Węgrów do Kotliny Karpackiej, również z jego pracy znane są imiona siedmiu węgierskich wodzów, choć historycy kwestionują ich autentyczność.

## Literatura
- Pallas-Großlexikon